# Vita & Virginia
Vita & Virginia es una película de drama romántico biográfico de 2018 dirigida por Chanya Button. El guion, escrito por Button y Eileen Atkins, es una adaptación de la obra de teatro de 1992 Vita & Virginia de Atkins. La película está protagonizada por Gemma Arterton, Elizabeth Debicki y Isabella Rossellini. Ambientada en la década de 1920, Vita & Virginia cuenta la historia de amor entre la poetisa y novelista Vita Sackville-West y la escritora Virginia Woolf.
La película tuvo su estreno mundial como presentación especial en el Festival Internacional de Cine de Toronto el 11 de septiembre de 2018. Se estrenó en el Reino Unido el 5 de julio de 2019 y en los Estados Unidos el 23 de agosto de ese mismo año.

## Trama
Ambientada en la década de 1920, las escritoras Vita Sackville-West y Virginia Woolf se mueven en diferentes círculos londinenses. Cuando se conocen, Vita decide que Virginia será su próxima conquista. Mantienen una aventura en el contexto de cada uno de sus matrimonios abiertos.

## Elenco
- Gemma Arterton como Vita Sackville-West
- Elizabeth Debicki como Virginia Woolf
- Isabella Rossellini como Lady Sackville
- Rupert Penry-Jones como Harold Nicolson
- Peter Ferdinando como Leonard Woolf
- Gethin Anthony como Clive Bell
- Emerald Fennell como Vanessa Bell
- Adam Gillen como Duncan Grant
- Karla Crome como Dorothy Wellesley
- Rory Fleck Byrne como Geoffrey Scott
- Nathan Stewart-Jarrett como Ralph Partridge

## Producción
El 30 de junio de 2016, Deadline Hollywood informó que la directora británica Chanya Button iba a dirigir Vita y Virginia a partir de un guion de Eileen Atkins, con Evangelo Kioussis de Mirror Productions y Katie Holly de Bl! nder Films como productores. El guion está basado en la obra de teatro de Atkins, Vita & Virginia. Gemma Arterton, quien también se convirtió en productora ejecutiva de la película, había recibido el primer borrador de Atkins años antes y se lo mostró a Button; y Button posteriormente coescribió el guion final con Atkins.
El 8 de febrero de 2017, se anunció que Eva Green y Gemma Arterton habían sido elegidas para la película. En mayo, se informó que Green había abandonado el proyecto debido a conflictos de agenda. Green fue reemplazada por Andrea Riseborough. Elizabeth Debicki finalmente fue elegida para el papel de Woolf en agosto, e Isabella Rossellini también se unió a la producción. La financiación fue obtenida del Irish Film Board, Piccadilly Pictures, Sampsonic Media y Lipsync Productions; con Protagonist Pictures manejando las ventas internacionales.  En agosto de 2017, Thunderbird Releasing adquirió los derechos de distribución para el Reino Unido. Los derechos de distribución en Alemania fueron adquiridos por NFP, en Australia y Nueva Zelanda por Transmission Films, en la República Checa y Eslovaquia por CinemArt, en Grecia por Seven Films, en Hong Kong por EDKO, en Israel por Forum Film, en Polonia por M2 Films, en Portugal por Lusumundo y en la ex Yugoslavia por MCF.
El rodaje comenzó en septiembre de ese mismo año en Dublín, Irlanda. La primera imagen de la película fue lanzada por Protagonist Pictures el 1 de noviembre.

## Proyecciones
El estreno mundial tuvo lugar en el Festival Internacional de Cine de Toronto el 11 de septiembre de 2018. Fue seleccionada como la película de apertura de la noche del Frameline Film Festival de 2019 en San Francisco y del BFI Flare del mismo año en Londres.
Vita y Virginia se estrenó en cines en el Reino Unido e Irlanda el 5 de julio de 2019 por Thunderbird Releasing. Se estrenó en Estados Unidos el 23 de agosto por IFC Films. La película se estrenó en video bajo demanda en los Estados Unidos el 30 de agosto.

## Recepción
El agregador de reseñas Rotten Tomatoes le dio a la película a 41% basado en 92 reseñas, con una calificación promedio de 5.6/10. El consenso de los críticos del sitio web dice: «Vita & Virginia ofrece una mirada bien actuada e inicialmente intrigante a la relación entre sus protagonistas de la vida real, pero se arruina por una narrativa insatisfactoria». Según Metacritic, que muestreó las opiniones de 18 críticos y calculó una puntuación de 43 sobre 100, la película recibió «críticas mixtas o promedio».

## Reconocimientos
La interpretación de Elizabeth Debicki de Virginia Woolf fue reconocida con una nominación a Mejor Actriz de Reparto en los 22.º Premios del Cine Independiente Británico. La película también fue nominada a Mejor Maquillaje y Peinado en los 16.º Premios de Cine y Televisión Irlandeses.